# リボルバー (アルバム)
『リボルバー』（Revolver）は、イギリスにおいて1966年8月5日に発売されたビートルズの7作目のイギリス盤公式オリジナル・アルバムである。次作の『サージェント・ペパーズ・ロンリー・ハーツ・クラブ・バンド』と共に、サイケデリックなアルバムと評されることが多い。
録音は、1966年4月6日から6月21日にかけて行われた。また、初めてジョージ・ハリスンの自作曲が3曲収録されたように、作曲家としてのハリスンの成長もうかがえるアルバムでもある。一方で、当時の技術的限界により公演では再現できない楽曲も多く収録されている。実際に『リボルバー』の収録曲がビートルズの公演で演奏されることはなかった。従って、ライヴ・バンドからレコーディング・バンドへと彼らが変化した過渡期の作品と言える。またひとつの音源を微妙にずらして重ねるArtificial Double Tracking(=ADT)という技術が初めて導入された、ロック史の中でも重要な作品でもある。『ローリング・ストーンの選ぶオールタイム・ベストアルバム500』(2020年版)では11位にランクされている。また、英レコードコレクター誌による"100 Greatest Psychedelic Records"のイギリスチャートでは1位の評価がなされている。
全英、全米ともにチャートの1位を獲得。
英モノラル初盤は「トゥモロー・ネバー・ノウズ」のみ通常盤とは別ミキシング・ヴァージョンが使われていた。

## 背景・制作
1965年12月3日から12日まで、アルバム『ラバー・ソウル』とシングル『恋を抱きしめよう/デイ・トリッパー』の発売に合わせたイギリスツアーが行われた。マネージャーのブライアン・エプスタインは、近2年の例に倣って長編映画とサウンドトラック盤の制作、夏にツアーの開催を計画していたが、ビートルズは映画の制作を拒否する。これに伴い、1966年1月よりメンバーは3ヶ月間の休暇を得て、これから続く音楽の仕事に対して方向性を探す作業にこの自由な時間を使った。
ジョン・レノンとジョージ・ハリスンは、1965年春にそしてそれぞれの当時の夫人であったシンシア・レノンとパティ・ボイドらと共に、歯科医師のジョン・ライリーが作ったLSDを混ぜたコーヒーを飲み、幻覚症状を起こしてパニック状態に陥った。この体験に始まった継続的な薬物摂取が、本作に強く影響することとなった。なおレノンとハリスンは、ポール・マッカートニーとリンゴ・スターにも薬物を勧めたが、「それまでとは同じようにはいられない」と感じたマッカートニーは参加しなかった。一方でマッカートニーは、当時イギリスで流行していた前衛美術に強い関心を持っており、本作収録曲においてその影響が見られる。
1966年4月6日に本作の録音作業がジョージ・マーティンのプロデュースのもと、「トゥモロー・ネバー・ノウズ」で開始された。この作業よりレコーディング・エンジニアのジェフ・エメリックが参加し、ボーカルをレスリー・スピーカーに通すことでドップラー効果を与えたほか、バスドラムにメンバーが着用していたセーターを詰め込み、テープ・エフェクトを多用するなど、録音技術の革新を進めた。また、ひとつの音源を微妙にずらして重ねるArtificial Double Tracking(=ADT)という技術が初めて導入された。なお、「ペイパーバック・ライター」や「レイン」も同時に録音され先行シングルとして発売されたが、本作には収録されなかった。
制作作業は、6月21日の「シー・セッド・シー・セッド」の録音を以て終了したが、同作の録音時にメンバー内で口論が起き、マッカートニーがスタジオから退席したという逸話が残されている。

## 題名
アルバムは、「レコードは何をする?」「回転する!」「Great!(いいね!)」というメンバーのやり取りから「リボルバー」と命名された。バンドは、当初『アブラカダブラ』としていたが、既に別のバンドが使用していたことから却下した。この他、候補には、「Pendulums」、「Fat Man and Bobby」、ジョン・レノン考案の「Beatles on Safari」「Four Sides of the Circle」、ポール・マッカートニー考案の「Magic Circle」、リンゴ・スター考案の「After Geography」があった。

## アートワーク
ジャケット・デザインは、ハンブルク時代の友人クラウス・フォアマンによって作成された。当初は、ロバート・フリーマンによってビートルズのメンバーの写真が何層にもわたって円を描くように並べられた写真が使われる予定だったが、メンバーによって却下された。そこで、指名されたのがフォアマンだった。フォアマンは、メンバー4人の似顔画を描き、その4人の髪のもつれた部分に1964年から1966年にかけてロバート・フリーマンによって撮影された4人の写真を切り貼りした。
フォアマンの目的は、「トゥモロー・ネバー・ノウズ」に見られるような従来の音楽から逸脱した実験的な要素を表現することだった。フォアマンが完成したアートワークを提出した際、マネージャーのブライアン・エプスタインは理解を示さなかったが、ビートルズの実験的な要素を表現できている点を高く評価した。
1967年3月に本作がグラミー賞最優秀アルバム賞にノミネートされ、ジャケットはグラミー賞 最優秀レコーディング・パッケージを受賞した。なお、『リボルバー』のジャケットは、現在でも多くのアーティストがオマージュしている。

## アメリカ盤
1966年8月にアメリカ合衆国でキャピトル・レコードより、同名の編集盤がビートルズ12作目のアルバムとして発売された。英国オリジナル盤『リボルバー』に先行してアメリカ編集アルバム『イエスタデイ・アンド・トゥデイ』に収録されていた「アイム・オンリー・スリーピング」「アンド・ユア・バード・キャン・シング」「ドクター・ロバート」の3曲がカットされたほか、ほぼ同時期に録音されたシングルの「ペイパーバック・ライター」と「レイン」は未収録となっている。『ビルボード』誌アルバム・チャートでは、6週連続第1位を獲得し、1966年度年間ランキング8位、そして、1967年度年間ランキングでも56位を記録している。『キャッシュボックス』誌では、8週連続第1位を獲得し、1966年度年間ランキングは41位だった。アメリカだけで500万枚以上の売上を記録している。
"Revolver (Capitol)"は、"A Hard Day's Night (United Artists)"、"Beatles '65"、"Rubber Soul (Capitol)"と共に、アナログ盤では日本で単独リリースされなかったアルバムである。ただし、8トラックのカートリッジ・テープとしては発売されていた。

## スペシャル・エディション
2022年10月28日に『リボルバー』のスペシャル・エディションが1LP、1LP（ピクチャー・ディスク）、1CD、2CDデラックス、4LP+7インチシングル（スーパー・デラックス）5CDスーパー・デラックスの全6形態で、全世界同時発売された。またデジタルのみでドルビーアトモス・ミックスが発売された。ビートルズのオリジナル・アルバムのスペシャル・エディションは、2017年の『サージェント・ペパーズ・ロンリー・ハーツ・クラブ・バンド』、2018年の『ザ・ビートルズ (ホワイト・アルバム)』、2019年の『アビイ・ロード』、2021年の『レット・イット・ビー』に次いで5作目となる。
これまでの4作と同じく、ジャイルズ・マーティンとサム・オケルによってリミックスされているが、今回は新たにAIの最新技術を駆使してオリジナル・4トラック・マスターテープのそれぞれのトラックから特定の楽器や歌声を抜き出す新手法「デミックス」を行ったうえで、新たにステレオ・ミックスを行なった。スーパー・デラックス・コレクションには、アルバムのオリジナル・モノラル・ミックスのほかに、レコーディング・セッションから初期テイク28曲とホームデモ3曲、「ペイパーバック・ライター」と「レイン」の新たなステレオ・ミックスとリマスタリングを施したオリジナル・モノラル・ミックスを収録した4曲入りのEPが追加収録される。
スペシャル・エディションの発売に先駆け、予約開始となった9月7日に「タックスマン」の2022年ステレオ・ミックスとドルビーアトモス・ミックス、9月30日に「トゥモロー・ネバー・ノウズ (テイク1)」、10月21日に「ゴット・トゥ・ゲット・ユー・イントゥ・マイ・ライフ (セカンド・ヴァージョン／アンナンバード・ミックス)」と「イエロー・サブマリン (ソングライティング・ワーク・テープ／パート1)」が先行配信された。
アメリカのビルボード誌のチャートにおいて、「Top Rock & Alternative Albums」「Top Rock Albums」「Catalog Albums」の3部門で第1位を獲得し、「Top Album Sales」「Vinyl Albums」「Tastemaker Albums」の3分門で最高位2位、「Billboard 200」で最高位4位を記録した。全英アルバムチャートでは最高位2位を記録した。

## 収録曲

### オリジナル収録曲
- 邦題の表記は、日本公式サイトに準拠[43]。

| #         | タイトル                                                         | 作詞・作曲             | リード・ボーカル       | 時間  |
| --------- | ---------------------------------------------------------------- | ---------------------- | ---------------------- | ----- |
| 1.        | 「タックスマン」(Taxman)                                         | ジョージ・ハリスン     | ジョージ・ハリスン     | 2:36  |
| 2.        | 「エリナー・リグビー」(Eleanor Rigby)                            | レノン＝マッカートニー | ポール・マッカートニー | 2:11  |
| 3.        | 「アイム・オンリー・スリーピング」(I'm Only Sleeping)            | レノン＝マッカートニー | ジョン・レノン         | 2:58  |
| 4.        | 「ラヴ・ユー・トゥ」(Love You To)                                | ジョージ・ハリスン     | ジョージ・ハリスン     | 3:00  |
| 5.        | 「ヒア・ゼア・アンド・エヴリホエア」(Here, There and Everywhere) | レノン＝マッカートニー | ポール・マッカートニー | 2:29  |
| 6.        | 「イエロー・サブマリン」(Yellow Submarine)                       | レノン＝マッカートニー | リンゴ・スター         | 2:40  |
| 7.        | 「シー・セッド・シー・セッド」(She Said She Said)                | レノン＝マッカートニー | ジョン・レノン         | 2:39  |
| 合計時間: | 合計時間:                                                        | 合計時間:              | 合計時間:              | 18:33 |

| #         | タイトル                                                                            | 作詞・作曲             | リード・ボーカル       | 時間  |
| --------- | ----------------------------------------------------------------------------------- | ---------------------- | ---------------------- | ----- |
| 1.        | 「グッド・デイ・サンシャイン」(Good Day Sunshine)                                   | レノン＝マッカートニー | ポール・マッカートニー | 2:08  |
| 2.        | 「アンド・ユア・バード・キャン・シング」(And Your Bird Can Sing)                    | レノン＝マッカートニー | ジョン・レノン         | 2:02  |
| 3.        | 「フォー・ノー・ワン」(For No One)                                                  | レノン＝マッカートニー | ポール・マッカートニー | 2:03  |
| 4.        | 「ドクター・ロバート」(Doctor Robert)                                               | レノン＝マッカートニー | ジョン・レノン         | 2:14  |
| 5.        | 「アイ・ウォント・トゥ・テル・ユー」(I Want to Tell You)                            | ジョージ・ハリスン     | ジョージ・ハリスン     | 2:30  |
| 6.        | 「ゴット・トゥ・ゲット・ユー・イントゥ・マイ・ライフ」(Got to Get You Into My Life) | レノン＝マッカートニー | ポール・マッカートニー | 2:31  |
| 7.        | 「トゥモロー・ネバー・ノウズ」(Tomorrow Never Knows)                                | レノン＝マッカートニー | ジョン・レノン         | 3:00  |
| 合計時間: | 合計時間:                                                                           | 合計時間:              | 合計時間:              | 16:28 |

### アメリカ盤
| #         | タイトル                                                         | 作詞・作曲             | リード・ボーカル       | 時間  |
| --------- | ---------------------------------------------------------------- | ---------------------- | ---------------------- | ----- |
| 1.        | 「タックスマン」(Taxman)                                         | ジョージ・ハリスン     | ジョージ・ハリスン     | 2:36  |
| 2.        | 「エリナー・リグビー」(Eleanor Rigby)                            | レノン＝マッカートニー | ポール・マッカートニー | 2:11  |
| 3.        | 「ラヴ・ユー・トゥ」(Love You To)                                | ジョージ・ハリスン     | ジョージ・ハリスン     | 3:00  |
| 4.        | 「ヒア・ゼア・アンド・エヴリホエア」(Here, There and Everywhere) | レノン＝マッカートニー | ポール・マッカートニー | 2:29  |
| 5.        | 「イエロー・サブマリン」(Yellow Submarine)                       | レノン＝マッカートニー | リンゴ・スター         | 2:40  |
| 6.        | 「シー・セッド・シー・セッド」(She Said She Said)                | レノン＝マッカートニー | ジョン・レノン         | 2:39  |
| 合計時間: | 合計時間:                                                        | 合計時間:              | 合計時間:              | 15:35 |

| #         | タイトル                                                                            | 作詞・作曲             | リード・ボーカル       | 時間  |
| --------- | ----------------------------------------------------------------------------------- | ---------------------- | ---------------------- | ----- |
| 1.        | 「グッド・デイ・サンシャイン」(Good Day Sunshine)                                   | レノン＝マッカートニー | ポール・マッカートニー | 2:08  |
| 2.        | 「フォー・ノー・ワン」(For No One)                                                  | レノン＝マッカートニー | ポール・マッカートニー | 2:03  |
| 3.        | 「アイ・ウォント・トゥ・テル・ユー」(I Want to Tell You)                            | ジョージ・ハリスン     | ジョージ・ハリスン     | 2:30  |
| 4.        | 「ゴット・トゥ・ゲット・ユー・イントゥ・マイ・ライフ」(Got to Get You Into My Life) | レノン＝マッカートニー | ポール・マッカートニー | 2:31  |
| 5.        | 「トゥモロー・ネバー・ノウズ」(Tomorrow Never Knows)                                | レノン＝マッカートニー | ジョン・レノン         | 3:00  |
| 合計時間: | 合計時間:                                                                           | 合計時間:              | 合計時間:              | 12:12 |

### スペシャル・エディション
| #         | タイトル                                                                            | 作詞・作曲             | リード・ボーカル       | 時間  |
| --------- | ----------------------------------------------------------------------------------- | ---------------------- | ---------------------- | ----- |
| 1.        | 「タックスマン」(Taxman)                                                            | ジョージ・ハリスン     | ジョージ・ハリスン     | 2:38  |
| 2.        | 「エリナー・リグビー」(Eleanor Rigby)                                               | レノン＝マッカートニー | ポール・マッカートニー | 2:06  |
| 3.        | 「アイム・オンリー・スリーピング」(I'm Only Sleeping)                               | レノン＝マッカートニー | ジョン・レノン         | 2:58  |
| 4.        | 「ラヴ・ユー・トゥ」(Love You To)                                                   | ジョージ・ハリスン     | ジョージ・ハリスン     | 3:00  |
| 5.        | 「ヒア・ゼア・アンド・エヴリホエア」(Here, There and Everywhere)                    | レノン＝マッカートニー | ポール・マッカートニー | 2:29  |
| 6.        | 「イエロー・サブマリン」(Yellow Submarine)                                          | レノン＝マッカートニー | リンゴ・スター         | 2:40  |
| 7.        | 「シー・セッド・シー・セッド」(She Said She Said)                                   | レノン＝マッカートニー | ジョン・レノン         | 2:39  |
| 8.        | 「グッド・デイ・サンシャイン」(Good Day Sunshine)                                   | レノン＝マッカートニー | ポール・マッカートニー | 2:08  |
| 9.        | 「アンド・ユア・バード・キャン・シング」(And Your Bird Can Sing)                    | レノン＝マッカートニー | ジョン・レノン         | 2:02  |
| 10.       | 「フォー・ノー・ワン」(For No One)                                                  | レノン＝マッカートニー | ポール・マッカートニー | 2:03  |
| 11.       | 「ドクター・ロバート」(Doctor Robert)                                               | レノン＝マッカートニー | ジョン・レノン         | 2:14  |
| 12.       | 「アイ・ウォント・トゥ・テル・ユー」(I Want to Tell You)                            | ジョージ・ハリスン     | ジョージ・ハリスン     | 2:30  |
| 13.       | 「ゴット・トゥ・ゲット・ユー・イントゥ・マイ・ライフ」(Got to Get You Into My Life) | レノン＝マッカートニー | ポール・マッカートニー | 2:31  |
| 14.       | 「トゥモロー・ネバー・ノウズ」(Tomorrow Never Knows)                                | レノン＝マッカートニー | ジョン・レノン         | 3:00  |
| 合計時間: | 合計時間:                                                                           | 合計時間:              | 合計時間:              | 34:58 |

| #         | タイトル | 作詞・作曲             | 時間  |
| --------- | --- | ---------------------- | ----- |
| 1.        | 「ペイパーバック・ライター (ニュー・ステレオ・ミックス)」(Paperback Writer (New stereo mix))                                       |                        | 2:18  |
| 2.        | 「レイン (ニュー・ステレオ・ミックス)」(Rain (New stereo mix))                                                                     |                        | 2:59  |
| 3.        | 「トゥモロー・ネバー・ノウズ (テイク1)」(Tomorrow Never Knows (Take 1))                                                            | レノン＝マッカートニー | 3:33  |
| 4.        | 「ゴット・トゥ・ゲット・ユー・イントゥ・マイ・ライフ (アーリー・ミックス)」(Got to Get You Into My Life (Early mix))               | レノン＝マッカートニー | 2:36  |
| 5.        | 「ラヴ・ユー・トゥ (テイク7)」(Love You To (Take 7))                                                                               | ジョージ・ハリスン     | 2:55  |
| 6.        | 「ドクター・ロバート (テイク7)」(Doctor Robert (Take 7))                                                                           | レノン＝マッカートニー | 2:59  |
| 7.        | 「アンド・ユア・バード・キャン・シング (ファースト・ヴァージョン／テイク2)」(And Your Bird Can Sing (First version) - Take 2)      | レノン＝マッカートニー | 2:14  |
| 8.        | 「タックスマン (テイク11)」(Taxman (Take 11))                                                                                      | ジョージ・ハリスン     | 2:37  |
| 9.        | 「アイム・オンリー・スリーピング (テイク2)」(I'm Only Sleeping (Take 2))                                                           | レノン＝マッカートニー | 2:28  |
| 10.       | 「エリナー・リグビー (テイク2)」(Eleanor Rigby (Take 2))                                                                           | レノン＝マッカートニー | 2:20  |
| 11.       | 「フォー・ノー・ワン (テイク10／バッキング・トラック)」(For No One (Take 10 - Backing track))                                      | レノン＝マッカートニー | 2:23  |
| 12.       | 「イエロー・サブマリン (テイク4・ビフォー・サウンド・エフェクツ)」(Yellow Submarine (Take 4 before sound effects))                 | レノン＝マッカートニー | 2:37  |
| 13.       | 「アイ・ウォント・トゥ・テル・ユー (スピーチ&テイク4)」(I Want to Tell You (Speech and Take 4))                                    | ジョージ・ハリスン     | 1:24  |
| 14.       | 「ヒア・ゼア・アンド・エヴリホエア (テイク6)」(Here, There and Everywhere (Take 6))                                                | レノン＝マッカートニー | 2:29  |
| 15.       | 「シー・セッド・シー・セッド (テイク15／バッキング・トラック・リハーサル)」(She Said She Said (Take 15 - Backing track rehearsal)) | レノン＝マッカートニー | 3:22  |
| 合計時間: | 合計時間: | 合計時間:              | 39:14 |

| #         | タイトル | 作詞・作曲             | 時間  |
| --------- | --- | ---------------------- | ----- |
| 1.        | 「トゥモロー・ネバー・ノウズ (テイク1)」(Tomorrow Never Knows (Take 1))                                                                                                  | レノン＝マッカートニー | 3:33  |
| 2.        | 「トゥモロー・ネバー・ノウズ (モノ・ミックス RM 11)」(Tomorrow Never Knows (Mono mix RM 11))                                                                             | レノン＝マッカートニー | 3:05  |
| 3.        | 「ゴット・トゥ・ゲット・ユー・イントゥ・マイ・ライフ (ファースト・ヴァージョン／テイク5)」(Got to Get You Into My Life (First version) - Take 5)                         | レノン＝マッカートニー | 4:10  |
| 4.        | 「ゴット・トゥ・ゲット・ユー・イントゥ・マイ・ライフ (セカンド・ヴァージョン／アンナンバード・ミックス)」(Got to Get You Into My Life (Second version) - Unnumbered mix) | レノン＝マッカートニー | 2:36  |
| 5.        | 「ゴット・トゥ・ゲット・ユー・イントゥ・マイ・ライフ (セカンド・ヴァージョン／テイク8)」(Got to Get You Into My Life (Second version) - Take 8)                          | レノン＝マッカートニー | 2:42  |
| 6.        | 「ラヴ・ユー・トゥ (テイク1)」(Love You To (Take 1)) | ジョージ・ハリスン     | 2:40  |
| 7.        | 「ラヴ・ユー・トゥ (アンナンバード・リハーサル)」(Love You To (Unnumbered rehearsal))                                                                                    | ジョージ・ハリスン     | 1:35  |
| 8.        | 「ラヴ・ユー・トゥ (テイク7)」(Love You To (Take 7)) | ジョージ・ハリスン     | 2:55  |
| 9.        | 「ペイパーバック・ライター (テイク1 & 2／バッキング・トラック)」(Paperback Writer (Takes 1 & 2 - Backing track))                                                         | レノン＝マッカートニー | 3:38  |
| 10.       | 「レイン (テイク5／アクチュアル・スピード)」(Rain (Take 5 - Actual speed))                                                                                               | レノン＝マッカートニー | 2:38  |
| 11.       | 「レイン (テイク5／スロード・ダウン・フォー・マスター・テープ)」(Rain (Take 5 - Slowed down for master tape))                                                            | レノン＝マッカートニー | 3:12  |
| 12.       | 「ドクター・ロバート (テイク7)」(Doctor Robert (Take 7)) | レノン＝マッカートニー | 2:59  |
| 13.       | 「アンド・ユア・バード・キャン・シング (ファースト・ヴァージョン／テイク2)」(And Your Bird Can Sing (First version) - Take 2)                                            | レノン＝マッカートニー | 2:14  |
| 14.       | 「アンド・ユア・バード・キャン・シング (ファースト・ヴァージョン／テイク2／ギグリング)」(And Your Bird Can Sing (First version) - Take 2 (giggling))                     | レノン＝マッカートニー | 2:23  |
| 合計時間: | 合計時間: | 合計時間:              | 40:20 |

| #         | タイトル | 作詞・作曲             | 時間  |
| --------- | --- | ---------------------- | ----- |
| 1.        | 「アンド・ユア・バード・キャン・シング (セカンド・ヴァージョン／テイク5)」(And Your Bird Can Sing (Second version) - Take 5)       | レノン＝マッカートニー | 2:20  |
| 2.        | 「タックスマン (テイク11)」(Taxman (Take 11))                                                                                      | ジョージ・ハリスン     | 2:37  |
| 3.        | 「アイム・オンリー・スリーピング (リハーサル・フラグメント)」(I'm Only Sleeping (Rehearsal fragment))                              | レノン＝マッカートニー | 0:48  |
| 4.        | 「アイム・オンリー・スリーピング (テイク2)」(I'm Only Sleeping (Take 2))                                                           | レノン＝マッカートニー | 2:28  |
| 5.        | 「アイム・オンリー・スリーピング (テイク5)」(I'm Only Sleeping (Take 5))                                                           | レノン＝マッカートニー | 2:43  |
| 6.        | 「アイム・オンリー・スリーピング (モノ・ミックス・RM1)」(I'm Only Sleeping (Mono mix RM1))                                         | レノン＝マッカートニー | 3:07  |
| 7.        | 「エリナー・リグビー (スピーチ・ビフォー・テイク2)」(Eleanor Rigby (Speech before Take 2))                                         | レノン＝マッカートニー | 2:11  |
| 8.        | 「エリナー・リグビー (テイク2)」(Eleanor Rigby (Take 2))                                                                           | レノン＝マッカートニー | 2:20  |
| 9.        | 「フォー・ノー・ワン (テイク10／バッキング・トラック)」(For No One (Take 10 - Backing track))                                      | レノン＝マッカートニー | 2:23  |
| 10.       | 「イエロー・サブマリン (ソングライティング・ワーク・テープ／パート1)」(Yellow Submarine (Songwriting work tape - Part 1))          | レノン＝マッカートニー | 1:04  |
| 11.       | 「イエロー・サブマリン (ソングライティング・ワーク・テープ／パート2)」(Yellow Submarine (Songwriting work tape - Part 2))          | レノン＝マッカートニー | 4:42  |
| 12.       | 「イエロー・サブマリン (テイク4・ビフォー・サウンド・エフェクツ)」(Yellow Submarine (Take 4 before sound effects))                 | レノン＝マッカートニー | 2:37  |
| 13.       | 「イエロー・サブマリン (ハイライテッド・サウンド・エフェクツ)」(Yellow Submarine (Highlighted sound effects))                      | レノン＝マッカートニー | 3:03  |
| 14.       | 「アイ・ウォント・トゥ・テル・ユー (スピーチ&テイク4)」(I Want to Tell You (Speech and Take 4))                                    | ジョージ・ハリスン     | 1:24  |
| 15.       | 「ヒア・ゼア・アンド・エヴリホエア (テイク6)」(Here, There and Everywhere (Take 6))                                                | レノン＝マッカートニー | 2:29  |
| 16.       | 「シー・セッド・シー・セッド (ジョンズ・デモ)」(She Said She Said (John's demo))                                                   | レノン＝マッカートニー | 1:10  |
| 17.       | 「シー・セッド・シー・セッド (テイク15／バッキング・トラック・リハーサル)」(She Said She Said (Take 15 - Backing track rehearsal)) | レノン＝マッカートニー | 3:22  |
| 合計時間: | 合計時間: | 合計時間:              | 40:48 |

| #         | タイトル                                                                            | 作詞・作曲             | 時間  |
| --------- | ----------------------------------------------------------------------------------- | ---------------------- | ----- |
| 1.        | 「タックスマン」(Taxman)                                                            | ジョージ・ハリスン     | 2:38  |
| 2.        | 「エリナー・リグビー」(Eleanor Rigby)                                               | レノン＝マッカートニー | 2:06  |
| 3.        | 「アイム・オンリー・スリーピング」(I'm Only Sleeping)                               | レノン＝マッカートニー | 2:58  |
| 4.        | 「ラヴ・ユー・トゥ」(Love You To)                                                   | ジョージ・ハリスン     | 3:00  |
| 5.        | 「ヒア・ゼア・アンド・エヴリホエア」(Here, There and Everywhere)                    | レノン＝マッカートニー | 2:29  |
| 6.        | 「イエロー・サブマリン」(Yellow Submarine)                                          | レノン＝マッカートニー | 2:40  |
| 7.        | 「シー・セッド・シー・セッド」(She Said She Said)                                   | レノン＝マッカートニー | 2:39  |
| 8.        | 「グッド・デイ・サンシャイン」(Good Day Sunshine)                                   | レノン＝マッカートニー | 2:08  |
| 9.        | 「アンド・ユア・バード・キャン・シング」(And Your Bird Can Sing)                    | レノン＝マッカートニー | 2:02  |
| 10.       | 「フォー・ノー・ワン」(For No One)                                                  | レノン＝マッカートニー | 2:03  |
| 11.       | 「ドクター・ロバート」(Doctor Robert)                                               | レノン＝マッカートニー | 2:14  |
| 12.       | 「アイ・ウォント・トゥ・テル・ユー」(I Want to Tell You)                            | ジョージ・ハリスン     | 2:30  |
| 13.       | 「ゴット・トゥ・ゲット・ユー・イントゥ・マイ・ライフ」(Got to Get You Into My Life) | レノン＝マッカートニー | 2:35  |
| 14.       | 「トゥモロー・ネバー・ノウズ」(Tomorrow Never Knows)                                | レノン＝マッカートニー | 3:00  |
| 合計時間: | 合計時間:                                                                           | 合計時間:              | 35:02 |

| 全作詞・作曲: レノン＝マッカートニー。 | |                        |                        |      |
| #                                      | タイトル                                                                                                   | 作詞                   | 作曲・編曲             | 時間 |
| 1.                                     | 「ペイパーバック・ライター (ニュー・ステレオ・ミックス)」(Paperback Writer (New stereo mix))               | レノン＝マッカートニー | レノン＝マッカートニー | 2:18 |
| 2.                                     | 「レイン (ニュー・ステレオ・ミックス)」(Rain (New stereo mix))                                             | レノン＝マッカートニー | レノン＝マッカートニー | 2:59 |
| 3.                                     | 「ペイパーバック・ライター (オリジナル・モノ・マスター)」(Paperback Writer (Original mono mix remastered)) | レノン＝マッカートニー | レノン＝マッカートニー | 2:26 |
| 4.                                     | 「レイン (オリジナル・モノ・マスター)」(Rain (Original mono mix remastered))                               | レノン＝マッカートニー | レノン＝マッカートニー | 2:59 |
| 合計時間:                              | 合計時間:                                                                                                  | 10:42                  |                        |      |

## チャート成績

### オリジナル盤
| チャート (1966年 - 1967年)          | 最高位 |
| ----------------------------------- | ------ |
| オーストラリア (Kent Music Report)  | 1      |
| ノルウェー (VG-lista)               | 14     |
| スウェーデン (Sverigetopplistan)    | 1      |
| UK Record Retailer LPs Chart        | 1      |
| US Billboard Top LPs                | 1      |
| 西ドイツ (Musikmarkt LP Hit-Parade) | 1      |

### 1987年再発盤
| チャート (1987年)     | 最高位 |
| --------------------- | ------ |
| 日本 (オリコン)       | 11     |
| オランダ (MegaCharts) | 57     |
| UK アルバムズ (OCC)   | 55     |

### 2009年再発盤
| チャート (2009年)                      | 最高位 |
| -------------------------------------- | ------ |
| オーストラリア (ARIA)                  | 36     |
| オーストリア (Ö3 Austria)              | 48     |
| ベルギー (Ultratop Flanders)           | 23     |
| ベルギー (Ultratop Wallonia)           | 35     |
| デンマーク (Tracklisten)               | 32     |
| フィンランド (Suomen virallinen lista) | 15     |
| フィンランド (Suomen virallinen lista) | 15     |
| イタリア (FIMI)                        | 28     |
| 日本 (オリコン)                        | 26     |
| 日本 (Top Albums Sales)                | 37     |
| オランダ (MegaCharts)                  | 81     |
| ニュージーランド (RMNZ)                | 20     |
| ノルウェー (VG-lista)                  | 36     |
| ポルトガル (AFP)                       | 21     |
| スペイン (PROMUSICAE)                  | 37     |
| スウェーデン (Sverigetopplistan)       | 13     |
| スイス (Schweizer Hitparade)           | 44     |
| UK アルバムズ (OCC)                    | 9      |

| チャート (2020年 - 2021年) | 最高位 |
| -------------------------- | ------ |
| ギリシャ (Billboard)       | 6      |

### 2022年再発盤
| チャート (2022年)                            | 最高位 |
| -------------------------------------------- | ------ |
| オーストラリア (ARIA)                        | 2      |
| オーストリア (Ö3 Austria)                    | 2      |
| ベルギー (Ultratop Flanders)                 | 5      |
| ベルギー (Ultratop Wallonia)                 | 5      |
| Canadian Albums (Billboard)                  | 6      |
| デンマーク (Hitlisten)                       | 5      |
| フィンランド (Suomen virallinen lista)       | 18     |
| Irish Albums (OCC)                           | 3      |
| イタリア (FIMI)                              | 17     |
| 日本 (オリコン)                              | 3      |
| 日本 (オリコン合算アルバム)                  | 6      |
| 日本 (Download Albums)                       | 17     |
| 日本 (Hot Albums)                            | 4      |
| 日本 (Top Albums Sales)                      | 4      |
| オランダ (MegaCharts)                        | 3      |
| ニュージーランド (RMNZ)                      | 2      |
| ノルウェー (VG-lista)                        | 6      |
| スペイン (PROMUSICAE)                        | 5      |
| スウェーデン (Sverigetopplistan)             | 4      |
| スイス (Schweizer Hitparade)                 | 4      |
| UK アルバムズ (OCC)                          | 2      |
| US Billboard 200                             | 4      |
| US Catalog Albums (Billboard)                | 1      |
| US Tastemaker Albums (Billboard)             | 2      |
| US Top Album Sales (Billboard)               | 2      |
| US Top Rock & Alternative Albums (Billboard) | 1      |
| US Top Rock Albums (Billboard)               | 1      |
| US Vinyl Albums (Billboard)                  | 2      |

## 認定
| 国/地域                                                                                  | 認定        | 認定/売上数 |
| ---------------------------------------------------------------------------------------- | ----------- | ----------- |
| オーストラリア (ARIA)                                                                    | Platinum    | 70,000^     |
| ブラジル (ABPD)                                                                          | Gold        | 100,000*    |
| カナダ (Music Canada)                                                                    | 2× Platinum | 200,000^    |
| イタリア (FIMI) 2009年以降の売上                                                         | Gold        | 25,000      |
| ニュージーランド (RMNZ) 再発盤                                                           | Platinum    | 15,000^     |
| イギリス (BPI)                                                                           | 2× Platinum | 600,000^    |
| アメリカ合衆国 (RIAA)                                                                    | 5× Platinum | 5,000,000^  |
| * 認定のみに基づく売上数 · ^ 認定のみに基づく出荷枚数 · 認定のみに基づく売上数と再生回数 |             |             |

 英国レコード産業協会による認定は1994年の売上によるもの。

## クレジット
※出典
ビートルズ
- ジョン・レノン - リード・ボーカル、ハーモニー & バッキング・ボーカル、リズムギター、アコースティック・ギター、ハモンドオルガン、メロトロン、ハーモニウム、テープループ、効果音、タンバリン、ハンドクラップ、フィンガースナップ
- ポール・マッカートニー - リード・ボーカル、ハーモニー & バッキング・ボーカル、ベースギター、リズムギター、リードギター、ピアノ、クラヴィコード、テープループ、効果音、ハンドクラップ、フィンガースナップ、ストリングス編曲・指揮者（A-2）、ホーン編曲・指揮者（B-6）
- ジョージ・ハリスン - リード・ボーカル、ハーモニー & バッキング・ボーカル、リードギター、アコースティックギター、リズムギター、ベースギター、シタール、タンブーラ、テープループ、効果音、マラカス、タンバリン、ハンドクラップ、フィンガースナップ
- リンゴ・スター - ドラム、タンバリン、マラカス、カウベル、シェイカー、ハンドクラップ、フィンガースナップ、テープループ、リード・ボーカル（A-6）

外部ミュージシャン・スタッフ
- アニル・バグワット - タブラ（A-4）
- アラン・シヴィル - フレンチ・ホルン
- ジョージ・マーティン - プロデュース、ミキシング、ピアノ（B-1,7）、ハモンドオルガン（B-6）、テープループ（A-6）、バッキング・ボーカル（A-6）、オーケストラ編曲・指揮者（A-2）、ホーン編曲・指揮者（B-6）
- マル・エヴァンズ - バスドラム（A-6）、バッキング・ボーカル（A-6）
- ジェフ・エメリック - エンジニア、バッキング・ボーカル（A-6）、テープ・ループ（A-6）
- ニール・アスピノール - バッキング・ボーカル（A-6）
- アルフ・ビックネル - バッキング・ボーカル（A-6）
- パティ・ボイド - バッキング・ボーカル（A-6）
- マリアンヌ・フェイスフル - バッキング・ボーカル（A-6）
- ブライアン・ジョーンズ - バッキング・ボーカル（A-6）
- トニー・ギルバート、シドニー・サックス、ジョン・シャープ、ヨーガン・ヘス - ヴァイオリン（A-2）
- ステファン・シングルス、ジョン・アンダーウッド - ヴィオラ（A-2）
- デレック・シンプソン、ノーマン・ジョーンズ　- チェロ（A-2）
- エディー・ソーントン、イアン・ヘイマー、レス・コンドン - トランペット（B-6）
- アラン・ブランスクーム - テナー・サクソフォーン（B-6）
- ピーター・コー - テナー・サクソフォン（B-6）

## 各国における販売形態
| 国                | 発売日         | レーベル                                          | 販売形態      | カタログ番号  |
| ----------------- | -------------- | ------------------------------------------------- | ------------- | ------------- |
| イギリス          | 1966年8月5日   | Parlophone                                        | mono LP       | PMC 7009      |
| イギリス          | 1966年8月5日   | Parlophone                                        | stereo LP     | PCS 7009      |
| アメリカ          | 1966年8月8日   | Capitol Records                                   | mono LP       | T 2576        |
| アメリカ          | 1966年8月8日   | Capitol Records                                   | stereo LP     | ST 2576       |
| 日本              | 1966年10月5日  | Odeon/東芝音楽工業(現：EMIミュージック・ジャパン) | stereo LP     | OP 7600       |
| Worldwide reissue | 1987年4月15日  | Apple, Parlophone, EMI                            | CD            | CDP 7 46441 2 |
| 日本              | 1987年4月28日  | ODEON/東芝EMI                                     | CD            | CP32-5327     |
| 日本              | 1998年3月11日  | Parlophone/東芝EMI                                | CD            | TOCP-51117    |
| 日本              | 2004年1月21日  | Parlophone/東芝EMI                                | Remastered LP | TOJP 60137    |
| 日本              | 2009年9月9日   | Parlophone/EMI Music Japan                        | Remastered CD | TOCP-71007    |
| 日本              | 2014年12月17日 | Parlophone/Universal Music Japan                  | SHM-CD        | UICY-76972    |